# Медаль чести вооружённых сил (Южный Вьетнам)
Медаль чести вооружённых сил  — военная награда Южного Вьетнама.

## Описание

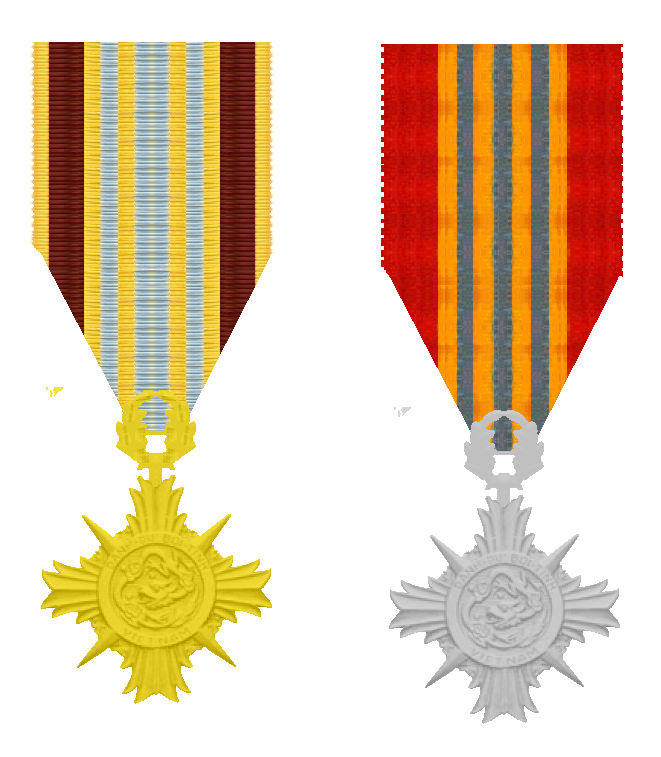
I и II степени

Медаль чести вооружённых сил была учреждена в 1953 году.
Медалью награждается любой военнослужащий, принявший активное участие в формировании и организации армии, а также подготовке кадров. Эта медаль является наиболее часто присуждаемой военнослужащим США и других стран.
Медаль чести вооружённых сил состоит из II классов:
- I - для офицеров (из золота)
- II - для рядовых (из серебра)